# Baïne

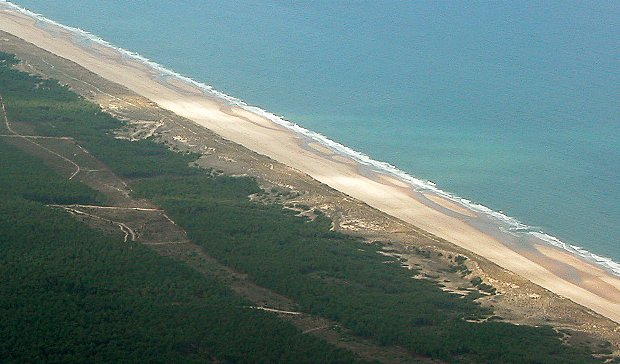
Baïnes visibles à marée basse, dans le Médoc.

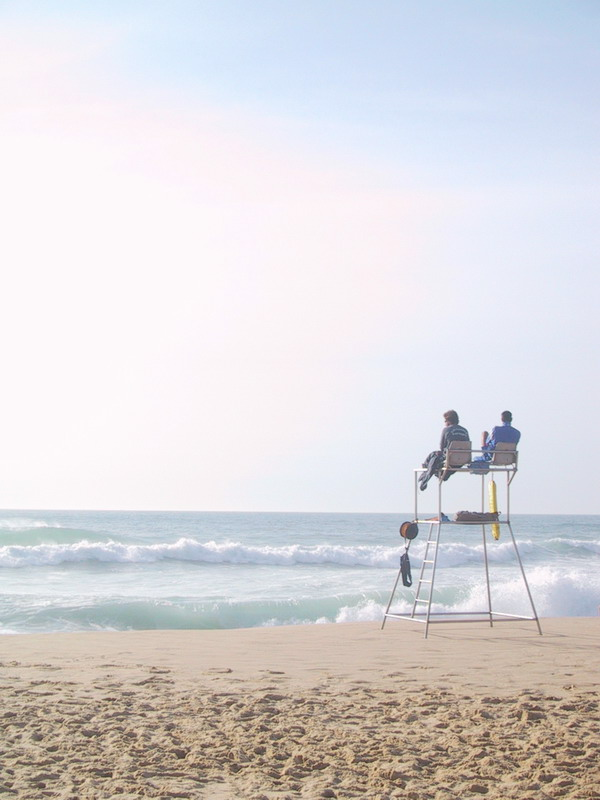
Surveillance de la zone de baignade à Lacanau.

En océanographie et géomorphologie, une baïne (terme gascon signifiant « petite bassine ») est une dépression topographique temporaire ou mare résiduelle ressemblant à une piscine naturelle située sur le bas de plage, et formée dans la zone de déferlement des vagues. À marée basse, les baïnes se présentent comme une succession de cavités régulières. À marée montante et descendante, les baïnes engendrent de dangereux courants d'arrachement qui sont la cause de nombreuses noyades chaque année.
Cette formation géologique temporaire se retrouve sur la plupart des côtes du monde mais le terme baïne est en usage dans le sud-ouest de la France sur la côte Atlantique où on les voit principalement sur le littoral néo-aquitain (Côte d'Argent et Côte sauvage de la presqu'île d'Arvert et de l'île d'Oléron). Sur les côtes de Bretagne ou de la Manche, on les nomme bâche.
Les baïnes ou bâches, appelées plus généralement sillons de plage, caractérisent les plages avec un marnage macrotidal, un gradient sédimentaire doux et un fetch assez court, induisant une morphologie barres-baches parallèles ou subparallèles à la côte (alternance de sillons avec des bancs de sable intertidaux appelés barres).

## Étymologie
Le mot « baïne » est d'origine gasconne. Il est mentionné « bayne - dépression parallèle au rivage » dans le dictionnaire de Simin Palay. Cette graphie correspond à la prononciation qui était en usage en Marensin jusque dans les années 1960 : ['bajnə], et non [ba'inə] comme actuellement.
Ce mot pourrait venir du mot baja, graphié baye par Pierre Rectoran, ou baia, qui désigne une baie, auquel s'ajoute le suffixe diminutif -ina : bagina/baïna soit « petite baie »[réf. nécessaire]. Une autre étymologie la désigne comme « petite bassine » en gascon.
Un moyen mnémotechnique pour se rappeler ce qu'est une baïne et du danger qu'elle comporte : BAINE =  Bassin d'eaux apparemment inoffensif à noyade éventuelle. C'est ce qu'on pouvait[Quand ?] lire l'été sur les panneaux mis par les CRS sauveteurs de la plage surveillée du Cap Ferret[réf. nécessaire].

## Cause

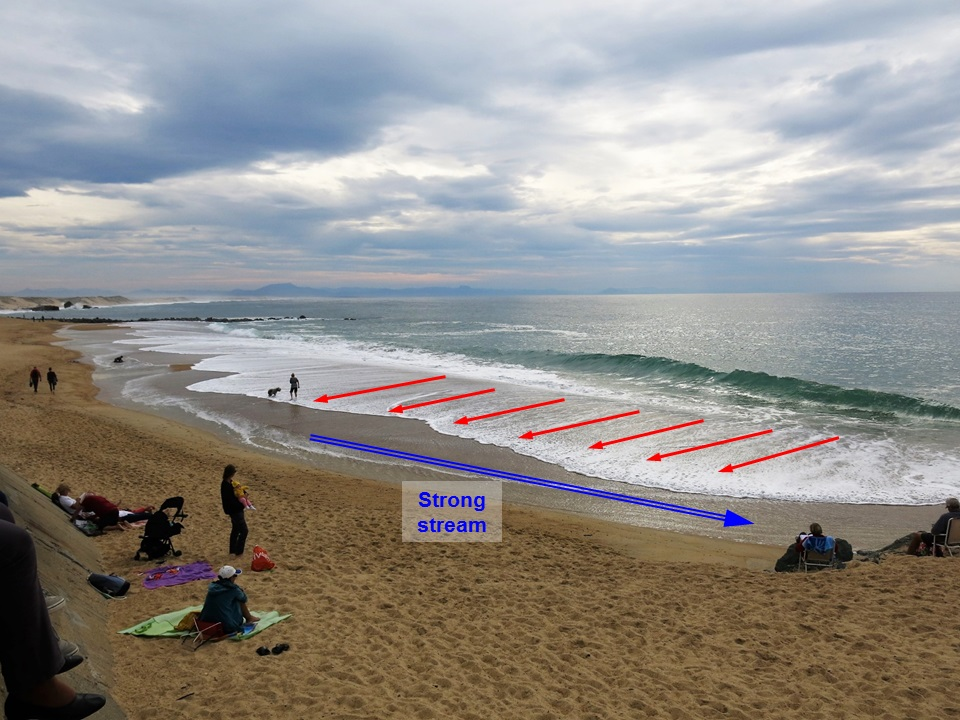
Les vagues amènent l'eau (petites flèches rouges). Elle s'évacue par un fort courant latéral (flèche bleue).

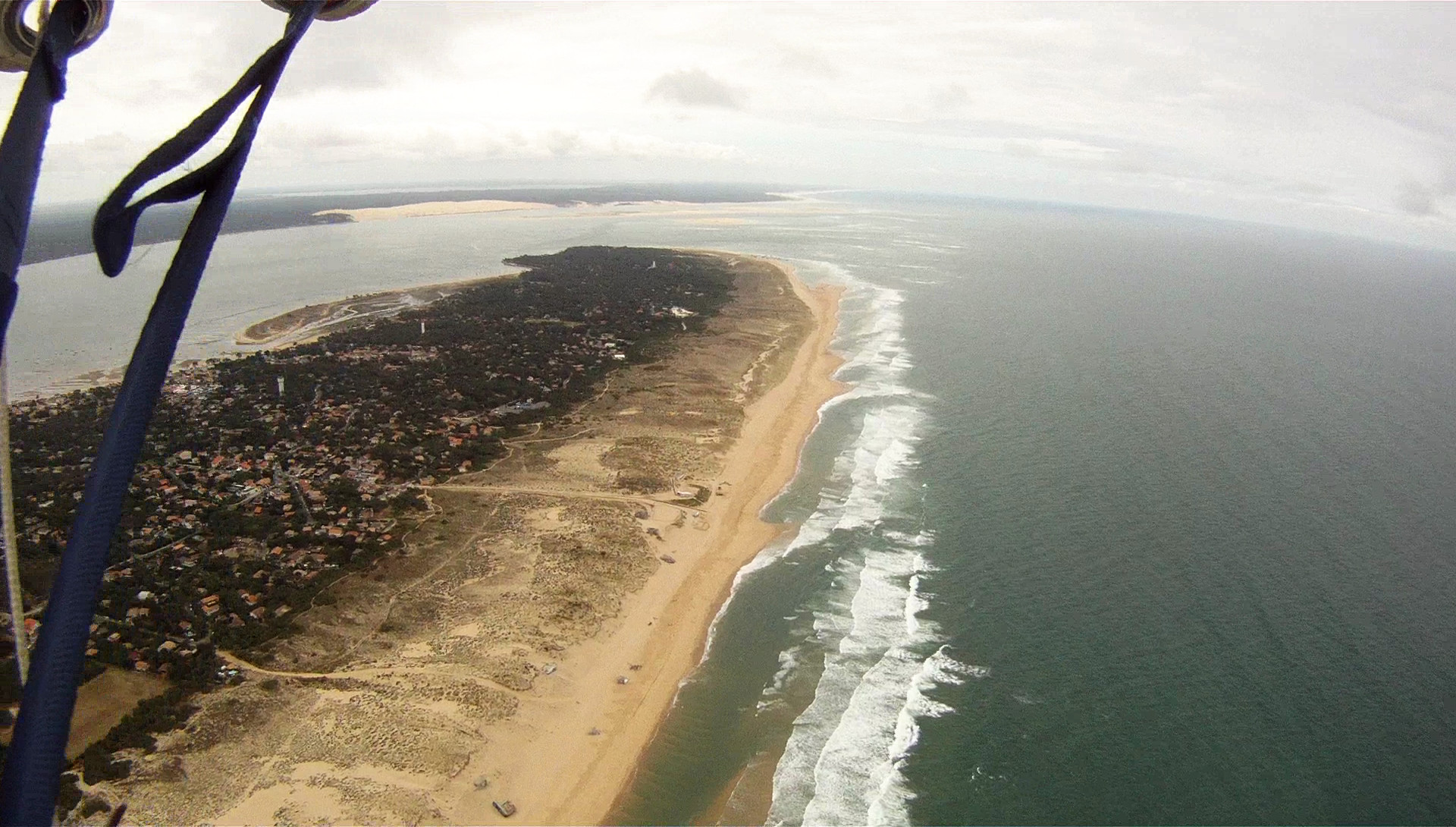
Creusement de baïnes au Cap Ferret.

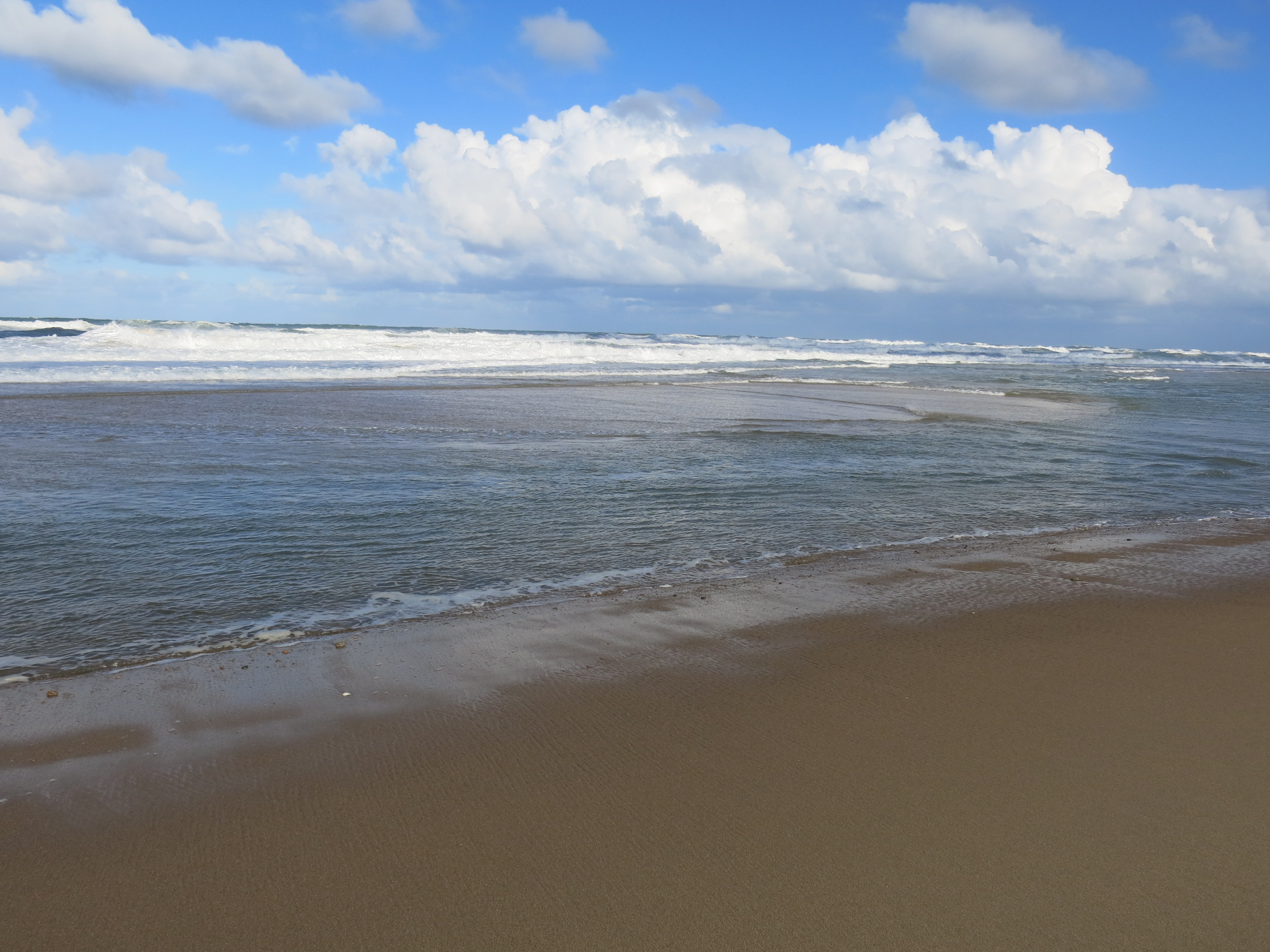
Courant de baïne en formation.

Les baïnes se forment sur un relief où le phénomène de marée est fort, le sable fin, le dénivelé faible, et avec une forte houle. La houle déplace le sable le long du rivage, interférant avec les courants perpendiculaires à la plage. Ces courants emportent vers le large le sable de fond, creusant ainsi des cuvettes visibles à marée basse qui peuvent atteindre 100 mètres de large et 4 à 5 mètres de profondeur. Chaque baïne a une morphologie propre et engendre différentes formes de courants.

## Danger des courants
Lorsque la marée recouvre la baïne, l'eau s'échappe violemment vers l'aval selon un système de vidange. Ce sont ces courants de « sorties de baïnes », ou courants d'arrachement, accompagnés du phénomène de panique, qui provoquent chaque année des accidents. Le meilleur comportement à adopter reste alors de se laisser porter par le courant sans lui opposer de résistance et d'attirer l'attention des sauveteurs ou encore tenter de rejoindre la plage en nageant latéralement, pour sortir du courant par les côtés. Il est inutile d'affronter le courant de face afin de tenter de revenir exactement à son point de départ. Le danger se manifeste durant les 2e et 3e heures de la marée montante, quand les vagues passent par-dessus le banc de sable qui sépare en partie la baïne de la mer, et aussi aux 4e et 5e heures de la marée descendante. Il peut être aussi imprudent de laisser jouer des enfants dans l'eau laissée dans les bassins de baïnes par la marée descendante. Une vague plus importante que les autres peut passer la crête, se déverser dans ces bassins et provoquer un courant subit qui entraînerait les enfants vers la mer.

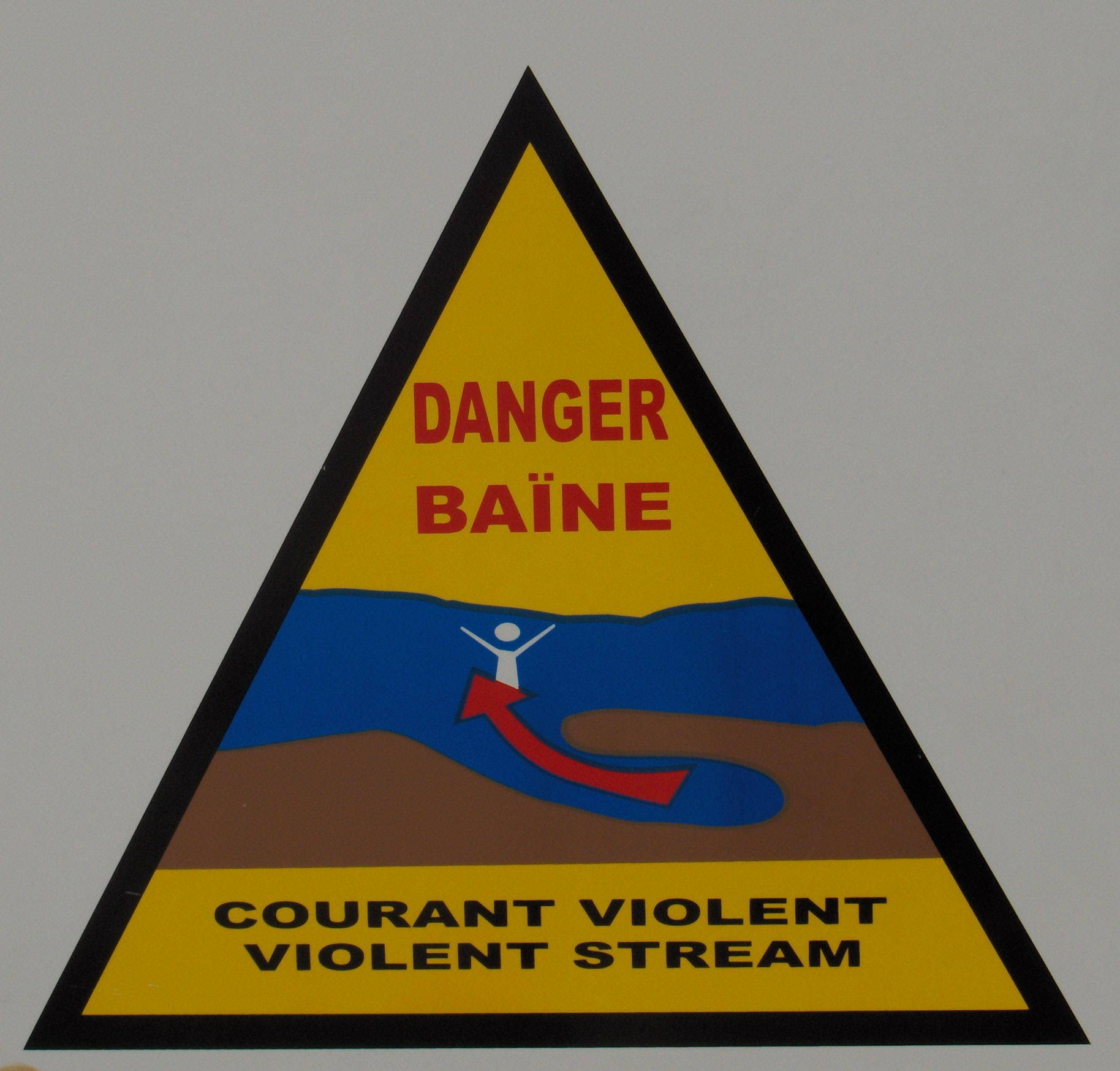
Panneau d'avertissement à Mimizan.
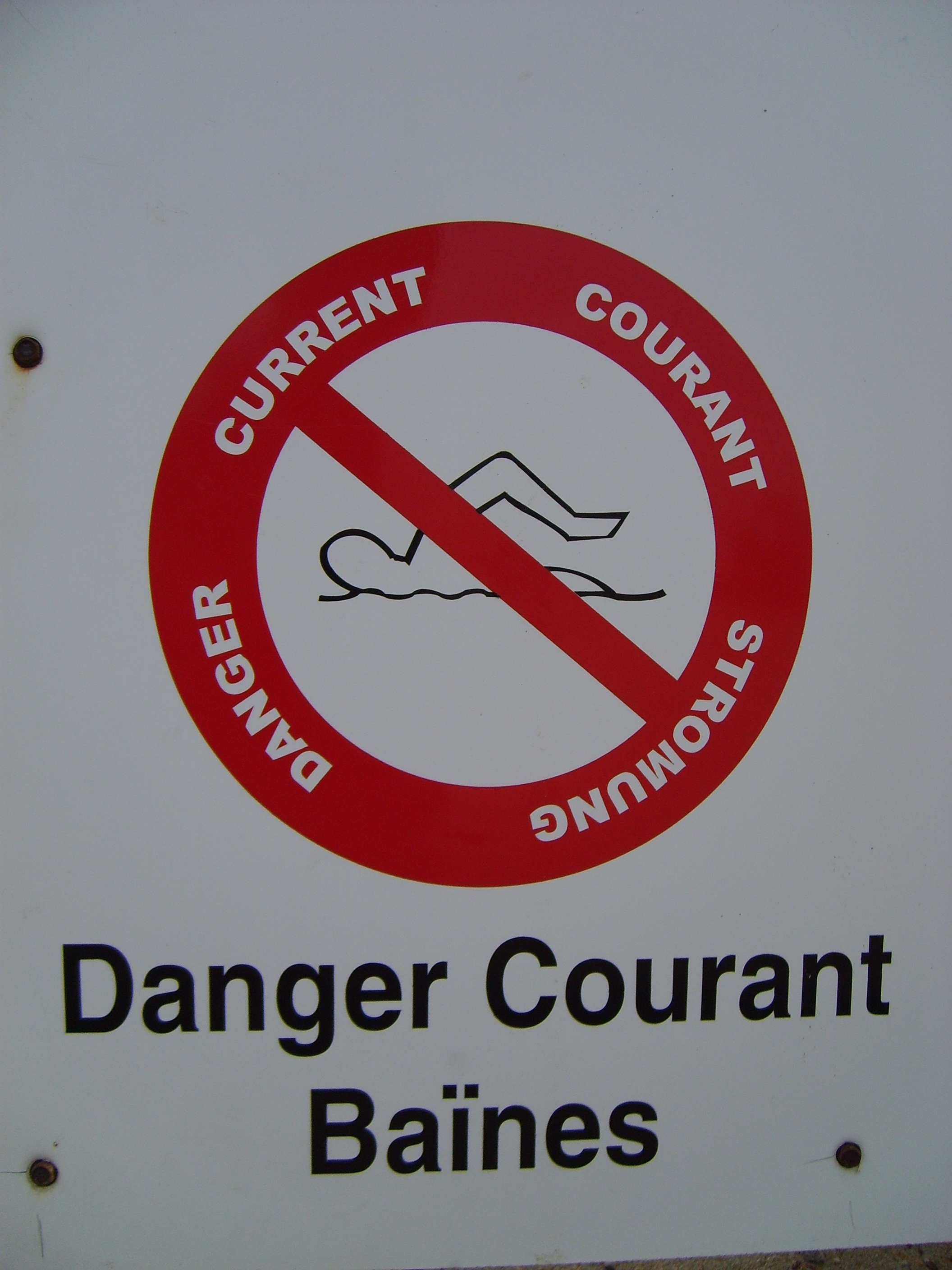
Panneau d'avertissement à Montalivet.